# Gee Bee Model R Super Sportster
Р-1 «Гигантская пчела» (англ. Gee Bee R-1 Super Sportster) — американский гоночный самолёт специального назначения, разработанный и построенный братьями Грэнвил из Спрингфилда. Прозван «Летающая бочка» (англ. The Flying Barrel) благодаря характерной (короткой и толстой) форме фюзеляжа.

## Летно-технические характеристики[1]
| Экипаж                      | 1 чел.                                                                                 |
| Максимальная скорость       | 476,815 км/ч                                                                           |
| Длина самолёта              | 5,4 м                                                                                  |
| Высота самолёта             | 2,48 м                                                                                 |
| Размах крыла                | 11,4 м                                                                                 |
| Площадь крыла               | 6,97 м²                                                                                |
| Максимальная взлётная масса | 1395 кг                                                                                |
| Двигатели                   | 1 × 800 л.с. (596,6 кВт) 9-цилиндровый поршневой двигатель Pratt & Whitney Wasp Senior |